# Эйсё (императрица)
Вдовствующая императрица Эйсё (яп. 英照皇太后 Эйсё:-ко:тайго:, 11 января 1835 — 11 января 1897), известная также как Императрица Эйсё (яп. 英照皇后 Эйсё:-ко:го:) — японская фрейлина, наложница императора Комэя и мать императора Мэйдзи. Имя при рождении — Кудзё Асако (яп. 九条 夙子). Была дочерью Кудзё Хисатады, императорского советника. В 1846 году умер правивший тогда император Нинко, и взошедший на трон император Комэй пожаловал ей титул Нёго (яп. 女御), своей высокостатусной наложницы. Асако родила от императора двух дочерей, умерших во младенчестве, а также официально усыновила наследника трона, принца Муцухито (будущего императора Мэйдзи), сына императора Комэя от наложницы Накаямы Ёсико. Принц Муцухито был очень привязан к своей названной матери и после внезапной смерти императора Комэя, взойдя на трон, пожаловал ей титул вдовствующей императрицы. При этом императрицей как таковой Асако никогда не была, поскольку не была официальной женой императора. Она прожила 62 года и умерла в 1897 году, получив посмертное имя Эйсё. Немецкий композитор Франц фон Экерт, иностранный музыкальный советник в Японии, сочинил по случаю её смерти траурный марш «Канасими но кивами» (яп. 哀の極).